# Producciones Cinevisión
Producciones Cinevisión fue una programadora de televisión colombiana, fundada en 1968 y liquidada en 1996.

## Historia
Esta programadora fue fundada en 1968 por Jorge Arenas Lamus y Yolanda Canal Sandoval quienes fueron los accionistas de la empresa Desarrollar S.A. y la agencia de publicidad Aser (actualmente Young & Rudicam S.A.) bajo el nombre de CV-TV, además esta programadora en sus inicios se emitía los espacios de enlatados, debido a la escasez de producción nacional; desde ese entonces se emitía en sus inicios en 1975 el Noticiero CV-TV, después en 1977 le cambiaron el nombre a Producciones Cinevisión en el que poco a poco comenzó a producir contenidos locales de buena calidad.
Producciones Cinevisión se mantuvo en las licitaciones de programadoras entre 1972 y 1991 operándose en la Cadena 1 y en la Cadena 2.
El 15 de agosto de 1981, en alianza con Cenpro Televisión se transmitió la pelea de boxeo de Sergio Palma y Ricardo Cardona en directo desde Buenos Aires en Argentina con servicios de Inravisión y Telecom.
En 1986, Producciones Cinevisión en alianza con Intervisión, Programar Televisión, Prego Televisión y Promec Televisión se emitía la transmisión de las elecciones del 9 de marzo de 1986 para aspirantes al Congreso, Cámara de Representantes y Senado de la República.
El 23 de julio de 1989 en alianza con la programadora RCN Televisión presentaban el programa especial del cantante español Julio Iglesias.
En 1989 Nelly Ordóñez quien era la gerente producción de Producciones Cinevisión en ese entonces se retiró y fue reemplazada por Paula Arenas, y comenzando una nueva etapa de la programadora, el 31 de octubre de 1990, Producciones Cinevisión cambia su imagen corporativa con la llegada de la empresaria de televisión a la programadora. 
En la licitación de 1991 se presentó a la licitación de la Cadena Uno y el Canal A y le salió favorecida en la Cadena Uno con 14 horas y media de programación (al igual que RTI Televisión, RCN Televisión y Caracol Televisión con mayor número de horarios adjudicados), con ello la empresa creció y los empleados pasaron de 80 a 250 empleados.
Durante la licitación que adjudicó los espacios de televisión entre 1992 y 1996 (año de desaparición), Producciones Cinevisión se constituyó en una de las mayores concesionarias, operando en la Cadena Uno (hoy Canal 1).
Producciones Cinevisión logró tener nuevos proyectos como por ejemplo, la adquisición de los derechos de transmisión para Colombia de la serie animada más famosa del mundo llamada Los Simpson debido a su alta popularidad y audiencia en los Estados Unidos, con la producción de Gracie Films y 20th Century Fox en Norteamérica, apuesta que fue adquirida por Producciones Cinevisión, sin embargo, su creador Matt Groening no estuvo de acuerdo con las voces de los primeros doblajes que se hacían en México, por lo que se paró el proceso brevemente y la serie animada solamente salió al aire nuevamente el 4 de enero de 1992 en la nueva programación de Inravisión.
En esos años también, se inicia otra gran apuesta con el programa humorístico Zoociedad emitido por primera vez en televisión el 31 de octubre de 1990 (en el día de los niños en Colombia), dicho programa humorístico era presentados por el humorista Jaime Garzón (asesinado el 13 de agosto de 1999) y secundado en 1991 por Elvia Lucía Dávila y dirigido por Francisco Ortiz Rebolledo con los libretos de Eduardo Arias, Karl Troiler y Rafael Chaparro, en dicho programa se utilizaban imágenes con parodias de las cosas que sucedían de la realidad política de Colombia en el gobierno de César Gaviria como la Constitución política de 1991, el Apagón de 1992, la condena de Fernando Britto en esa época director del DAS por irregularidades ante la entidad, los candidatos a la presidencia de la república en 1994, etc.
Se decidió terminar con la emisión de noticias por parte de la programadora y en consecuencia; la última emisión del Noticiero Cinevisión fue el 31 de diciembre de 1991, además Producciones Cinevisión tenía que definir su futuro si convertirse en programadora de informativo (como le pasó lo mismo a Prego Televisión, Programar Televisión, Telestudio, y Datos y Mensajes) o en programadora general, inicialmente iban a optar por la primera, pero después optaron por la segunda ya que Producciones Cinevisión no licitó para noticiero por las restricciones del gobierno de César Gaviria debido a que una programadora que licitara para noticiero no tenía derecho a otro espacio adicional durante el gobierno de César Gaviria, entonces Producciones Cinevisión se convirtió en programadora general por la cual en 1992 ganaba dinero y aumentaba la publicidad para la emisión de sus espacios.
El 12 de octubre de 1992 en alianza con RTI Televisión, Caracol Televisión, Proyectamos Televisión y Universal Televisión, se llegó a transmitir el especial de los 500 años del Descubrimiento de América en la Cadena Uno y por el Canal A era cedido solo por RCN Televisión (esta es la segunda vez que estas seis programadoras se unen). 
En 1993 se fundó PTV Productora de Televisión Ltda., compañía que fue fundada por los mismos dueños de Producciones Cinevisión en el que poseía sus propios equipos de grabación, unidad móvil y posproducción para la emisión de los diferentes programas de la empresa, anteriormente Producciones Cinevisión prestaba equipos de grabación y unidad móvil a Inravisión y en una ocasión le prestaba la unidad móvil a la desaparecida programadora Cromavisión y en varias ocasiones a la unidad móvil de Televídeo y también Producciones Cinevisión prestaba equipos de posproducción en varias ocasiones a Promec Televisión, Producciones PUNCH, Televídeo y Provídeo, adicionalmente Producciones Cinevisión obtenía varios premios como el Premio del Círculo de Periodistas de Bogotá y los Premio Simón Bolívar por la buena labor y calidad que obtenía la empresa.
A mediados de 1993 fueron los últimos suspiros de esta programadora después de los éxitos obtenidos en 1992 y a comienzos de 1993 cuando ganaba dinero, sin embargo el patrimonio de la compañía se deterioró y el rollo de la empresa ya estaba agotado, además los empresarios no trabajaban con un salario mínimo y los empresarios se quejaban porque no les daban el salario congelado, como consecuencia de esto varios de sus programas tuvieron su vuelco, por ejemplo María María no repetía los índices de audiencia de OKTV ni de La alternativa del escorpión fue premiada como la serie del año. Al año siguiente, Notas de Pasión e Ifigenia salieron del aire prematuramente por falta de ingresos económicos con problemas de índice de audiencia con su poderoso enfrentado Señora Isabel de Coestrellas y además estas dos producciones salieron del aire definitivamente. 
Y Zoociedad comenzó su ciclo bajo de sintonía por problemas con los empresarios (en ese entonces su enfrentado era el magazín Panorama producido por Producciones JES y transmitido por Coestrellas), sin embargo pidieron la renuncia del equipo conformado por Jaime Garzón, Eduardo Arias y Karl Troller y se acabó el 13 de septiembre de 1993 que una semana después el 20 de septiembre de ese año fue reemplazado de inmediato por el periodístico Hecho en Colombia, para terminar Paula Arenas no aguantó más el rollo desgastado de la empresa y salió de la compañía para tomar caminos diferentes y posteriormente le dieron el cargo a Luis Felipe Arenas Canal (hijo de Jorge Arenas Lamus) y así las cosas como iban ya no estaban para resistir a la programadora. 
Entonces como solución en enero de 1994 Producciones Cinevisión firmó un contrato con la programadora Caracol Televisión para que comercializara sus espacios a través de su comercializadora Comtevé Asociados Ltda., pero la crisis se acentuó y Producciones Cinevisión trató de quitarle a Caracol Televisión los 100 millones de pesos como una amenaza contra la empresa, además es la primera programadora en transmitir las televentas que en ese entonces eran emitidas por Global Marketing con una duración de 5 minutos y los espacios que emitían bajo esa modalidad eran Superestrellas de la Lucha Libre, Ocurrió Así periodístico producido por Telemundo con Antonio José Caballero que después fue reemplazado por Enrique Gratas, el dramatizado nacional Soledad, Sintonía de Locura con William Vinasco, Siempre Música, Mi Generación, Destinos, Notas de Pasión, Ifigenia, el programa infantil Los Dumis que en ese entonces era de la productora Grabar Estudios Televisión de los hermanos Noriega Alvarado y que en esa época lo programaba Caracol Televisión, Signos Vitales, Así va el Mundial con la OTI el programa deportivo previo al Mundial de Fútbol de Estados Unidos en 1994, la cuota de este espacio la aportaba Adolfo Pérez y David Cañón, en ese programa deportivo donde se reunían varios comentaristas de otros países para resumir la historia de los mundiales, las series animadas Las Tortugas Ninja, Locademia de Policía y Los Simpson, los enlatados Hechizada, Mi bella genio, El Gran Héroe Americano, COPS y Blue Thunder, y la comedia Casados con Hijos, las transmisiones del Gol Caracol en 1995 y la repetición de Chispazos, Reporteritos y Signos Vitales, y en septiembre de 1995 su último programa fue Ordoñese de la Risa emitido por el Canal TRO y luego eran programados por Audiovisuales y Jorge Barón Televisión antes de que Producciones Cinevisión devolviera sus espacios a Inravisión.
Finalmente Producciones Cinevisión devolvió los espacios a Inravisión el 30 de octubre de 1995 luego de que la empresa entrara en concordato, dos meses después a mediados de diciembre su fundador Jorge Arenas Lamus falleció por complicaciones de salud y en noviembre de 1995 la programadora estatal Audiovisuales es la encargada de adjudicar los espacios de Producciones Cinevisión temporalmente hasta el 25 de febrero de 1996 y que continuaba como programadora del Canal A hasta el 31 de diciembre de 1997.
Además, gran parte de los archivos materiales de Producciones Cinevisión fueron cedidos a la RTVC Sistema de Medios Públicos a través de la plataforma digital de Señal Memoria.

## Convenios de programadoras
Esta reconocida programadora tuvo convenios con Cenpro Televisión, RCN Televisión, Programar Televisión, Promec Televisión, Tevecine, Programadores Asociados, Intervisión y Prego Televisión a principios y mediados y finales de los 80s. y a principios y mediados de los 90s, también tenía convenios con RTI Televisión, Proyectamos Televisión, Jorge Barón Televisión, Caracol Televisión, Tevecine y Universal Televisión.

## Noticiero Cinevisión
En 1975 este noticiero había nacido bajo el nombre de Noticiero CV-TV y en la licitación de 1976 se cambió el nombre a que todos conocemos como el Noticiero Cinevisión, la dirección inicial fue de Fernando Buitrago (que después en 1979 fundó la programadora Globo Televisión junto con Margarita Meza) que después le cedió su puesto al Dr. Ariel Armel (actual presidente de la Confederación Colombiana de Consumidores), este noticiero tenía una diferencia de hechos noticiosos muy similares a lo que actualmente ofrecen los canales privados Caracol y RCN, el canal local bogotano Citytv, y los noticieros Noticentro 1 CM& de Canal 1 y RTVC Noticias de Señal Colombia y Canal Institucional, que además el Noticiero Cinevisión no estaba exento de críticas sino que más bien optaba por el espíritu de la constituyente y además Producciones Cinevisión se convirtió en la programadora del espíritu constituyente, ahí pasaron hechos de transcendencia nacional e internacional como:
El Paro Nacional del 21 de septiembre de 1977
El triunfo del Junior de Barranquilla en diciembre de 1977
La Mundial de Fútbol de Argentina realizada en 1978
El Deportivo Cali en la Copa Libertadores en 1978
El triunfo de Millonarios en diciembre de 1978
El terremoto de Manizales el 1 de agosto de 1979
La llegada de la televisión a color a Colombia el 1 de diciembre de 1979
El triunfo del Junior de Barranquilla entre 1977 y 1980
La toma de la Embajada de la República Dominicana en Bogotá el 27 de febrero de 1980
La XXII edición de los Juegos Olímpicos en Moscú, Unión Soviética (hoy Rusia) en 1980
El asesinato del presidente de Egipto Anwar el Sadat el 6 de octubre de 1981
El triunfo del Atlético Nacional de Medellín el 20 de diciembre de 1981
El Mundial de Fútbol de España 1982 cuyo Campeón fue Italia
El inicio del Cartel de Medellín por el narcotráfico conformado por Pablo Escobar
El triunfo del América de Cali entre 1982 y 1986
El terremoto de Popayán el Jueves Santo 31 de marzo de 1983
El asesinato de Rodrigo Lara Bonilla por órdenes del narcotraficante Pablo Escobar el lunes 30 de abril de 1984
Los Juegos Olímpicos de Los Ángeles, Estados Unidos en 1984
El asesinato del Juez Tulio Manuel Castro Gil el martes 23 de julio de 1985
La Toma del Palacio de Justicia el miércoles 6 de noviembre de 1985
La tragedia de Armero el miércoles de noviembre de 1985
El Mundial de Fútbol de México '86 cuyo campeón fue Argentina y donde Diego Armando Maradona hizo su famosa y recordada jugada llamada La mano de Dios
La visita del papa Juan Pablo II a Colombia en julio de 1986
El asesinato del Magistrado Hernando Baquero Borda el jueves 31 de julio de 1986
El asesinato del abogado Gustavo Zuluaga Serna el viernes 30 de octubre de 1986 en Medellín
El asesinato del Coronel de la Policía Nacional antinarcoticos Jaime Ramírez Gómez el lunes festivo 17 de noviembre de 1986 en Sasaima Cundinamarca
El asesinato de Guillermo Cano periodista de El Espectador el miercoles 17 de diciembre de 1986
La extradición del narcotraficante Carlos Lehder a la justicia el 5 de febrero de 1987
La Copa América de Fútbol de Argentina en 1987 cuando llegó el entrenador Francisco Maturana a la Selección Colombia
El asesinato de Jaime Pardo Leal líder de la Unión Patriótica el 11 de octubre de 1987
El triunfo de Millonarios entre 1987 y 1988
El asesinato del Procurador General Carlos Mauro Hoyos en cautiverio y la liberación del entonces alcalde de Bogotá D.C. Andrés Pastrana el 25 de enero de 1988.
La Elección Popular de Alcaldes el 13 de marzo de 1988
Los Juegos Olímpicos de Seúl, Corea del Sur en octubre de 1988
El triunfo de Atlético Nacional ante el Olimpia de Paraguay en la Copa Libertadores de América emitido por la programadora Jorge Barón Televisión el 31 de mayo de 1989
La Copa América Brasil 1989
Los asesinatos de Luis Carlos Galán y el Coronel de la Policía Valdemar Franklin Quintero el 18 de agosto de 1989
El atentado contra una bomba en la anterior sede de El Espectador de la avenida 68 en Bogotá el 2 de septiembre de 1989
El triunfo de la Selección Colombia ante Israel el 30 de octubre de 1989 para clasificar al Mundial de Fútbol de Italia 1990
La caída del Muro de Berlín el 9 de noviembre de 1989
El atentado Terrorista contra la sede del DAS el 6 de diciembre de 1989
La caída y muerte de Gonzalo Rodríguez Gacha el 15 de diciembre de 1989
La Séptima papeleta del 11 de marzo de 1990
El asesinato de Bernardo Jaramillo líder de la Unión Patriótica el 22 de marzo de 1990
El asesinato de Carlos Pizarro Leongómez líder del M-19 el 26 de abril de 1990
El atentado contra el Centro Comercial Bulevar Niza el 12 de mayo de 1990 en pleno día de la madre
El Mundial de Fútbol Italia 1990 cuyo campeón fue Alemania y cuando la Selección Colombia fue a Italia luego de 28 años de no asistir a los Mundiales de fútbol
La invasión de Irak a Kuwait el 2 de agosto de 1990
La caída y muerte de Gustavo Gaviria primo de Pablo Escobar el 12 de agosto de 1990
La Asamblea Nacional Constituyente del 9 de diciembre de 1990
El triunfo del América de Cali en el Fútbol Colombiano, el 16 de diciembre de 1990 después de cuatro años sin conseguir títulos
El asesinato de Marina Montoya en cautiverio el 24 de enero de 1991
El asesinato de la periodista Diana Turbay en cautiverio el 25 de enero de 1991
La entrega de Pablo Escobar al padre Rafael García Herreros el entonces director de la Corporación El Minuto de Dios el 11 de mayo de 1991
La liberación del periodista Francisco Santos el 20 de mayo de 1991
La liberaciones de Maruja Pachón cuñada de Luis Carlos Galán y Beatriz Villamizar hermana de Alberto Villamizar el 21 de mayo de 1991
La Constitución Nacional de 1991 en donde no se perdió el detalle
La segunda Elección Popular de Alcaldes y Gobernadores el 27 de octubre de 1991
La Copa América de Chile 1991 y el triunfo del Atlético Nacional de Medellín el 15 de diciembre de 1991 después de 10 años de no obtener título en el Fútbol Colombiano.

### Presentadores
Por el Noticiero Cinevisión pasaron presentadores y periodistas como Alfonso Murillo, Mónica Rodríguez, Erwin Teuber Hoyos (que a su vez fue la voz institucional de la programadora entre 1984 y 1987), Antonio José Caballero, Silvia Martínez, Gloria Cecilia Gómez, María Clara Gracia, Alicia Reyes, Félix de Bedout, Alfonso Murillo, Efraín Marín, Jairo García, William Giraldo, Jesús Martínez, Olga Lucía Cárdenas, Rafael Chica, Raúl Puello Montero, Liliana Vigoya, Lais Vargas, Adolfo Valle Berrío (con su sección de notas insólitas llamada “Atando Cabos”), Humberto Salcedo Jr., Ricardo Mayorga, Carlos Alberto Bermúdez, William Vinasco,  Alfredo Guevara, Jhonson Rojas, Juan Pablo Shuk, Paula Arenas y Rafael Chaparro, entre otras personas que pasaron por el Noticiero Cinevisión y directores pasaron personas como Alfonso Murillo, Leopoldo Villar, Manuel Prado, Gustavo Castro Caycedo y Amilkar Hernández y como editor estuvieron el Dr. Eduardo Pazos, Albeiro Echeverry y Otto Gutiérrez (fundador del Noticiero Noti-5 del canal regional Telepacífico desde 1988 y que también estuvo en el Noticiero TV Hoy de Datos y Mensajes).

## Producciones

### Telenovelas
- Esperanza y morir
- Dejar vivir
- Retratos
- Rosalina Rosas Rosales
- Chispazos
- La alternativa del escorpión (1992)
- Decisiones (primera versión) (1992-1993) (en alianza con RTI Televisión)
- OKTV
- Ifigenia
- María María
- Mi generación
- Notas de pasión
- Destinos

### Programas
- Noticiero Cinevisión (1975-1991)
- La película de la semana
- Resumen semanal de noticias Cinevisión
- Musical fantástico
- Revista familiar Cinevisión
- Teatro Cinevisión
- Estelares del cine
- Naturaleza de vida
- Guerra de estrellas
- La hora de la familia
- La película de la semana
- Saúl en la olla (1984-1987)
- Los trabajos del hombre periodístico
- Telesemana (1985-1987) (en alianza con Producciones Eduardo Lemaitre)
- El taller del Búho
- El Capitán Cerebrum
- Informativo juvenil
- El mundo de Miky
- Guerra de corazones
- TV Guía (1987-1996) (en alianza con Tevecine y Programadores Asociados)
- Nutrición es salud
- Especiales de National Geographic Channel
- Reporteritos
- Zoociedad (1990-1993)
- Sexo, mentiras y vídeo (1992-1996)
- Hecho en Colombia (1992-1996)
- Crónicas de media noche
- Signos vitales
- Cinemanía
- Así va el mundial con la OTI (1994) (en alianza con Caracol Televisión, RTI Televisión y Datos y Mensajes)
- Gol Caracol (1995) (en alianza con Caracol Televisión)
- Ordoñese de la Risa (1995) (producido por Teleset)

## Series extranjeras
- El festival de robots
- La pandilla feliz
- Benson
- Federrico
- Baila conmigo
- Los osos mañosos
- Malú
- En busca de...
- Escuela de detectives
- Policías de blanco
- Sherlock Holmes
- Tom Horn
- El Oso de la Montaña de Tallac

## Logotipos
- 1968-1979 En un recuadro blanco aparece un televisor negro y adentro se utilizaban la frase CV-TV (en ese entonces la televisión era a blanco y negro).
- 1979-1983 En un láser azul aparece la palabra CINEVISIÓN y debajo una estrella de color azul.
- 1984-1987 En fondo negro aparece la palabra CINEVISIÓN en color morado y además sale la frase SU PROGRAMADORA ESTRELLA.
- 1987-1990 En fondo negro aparece un círculo azul con la CV arcoíris, debajo aparece la palabra CINEVISIÓN y abajo la palabra COLOMBIA.
- 1990-1995 En fondo blanco aparece un recuadro azul rey donde aparece la C marina, debajo aparece la palabra CINEVISIÓN y abajo la frase COLOMBIA.

## Eslóganes
- 1979: Renovación diaria en televisión.
- 1979 - 1982: La programadora estrella.
- 1982: En 15 Años, su programadora estrella.
- 1982 - 1987: Su programadora estrella.
- 1987 - 1990: La visión profesional.
- 1990 - 1996: Cada día más interesante.

- Datos: Q5554822